# 악세 작전
악세 작전(Operation Achse)은 1943년 9월 8일부터 9월 19일까지 제2차 세계 대전의 이탈리아 전역에서 일어난 독일의 군사 작전이다. 악세(Achse)는 독일어로 "추축"(추축국)을 뜻한다. 원래의 작전 이름은 알라리크 작전(Operation Alaric)이다.
1943년 9월 3일 이탈리아가 연합국에게 항복을 선언했다. 이에 독일군은 이탈리아가 점령하고 있던 발칸반도, 프랑스 남부, 이탈리아로 진격하면서 군사 작전을 전개했다.